# St-Guénolé (Locquénolé)

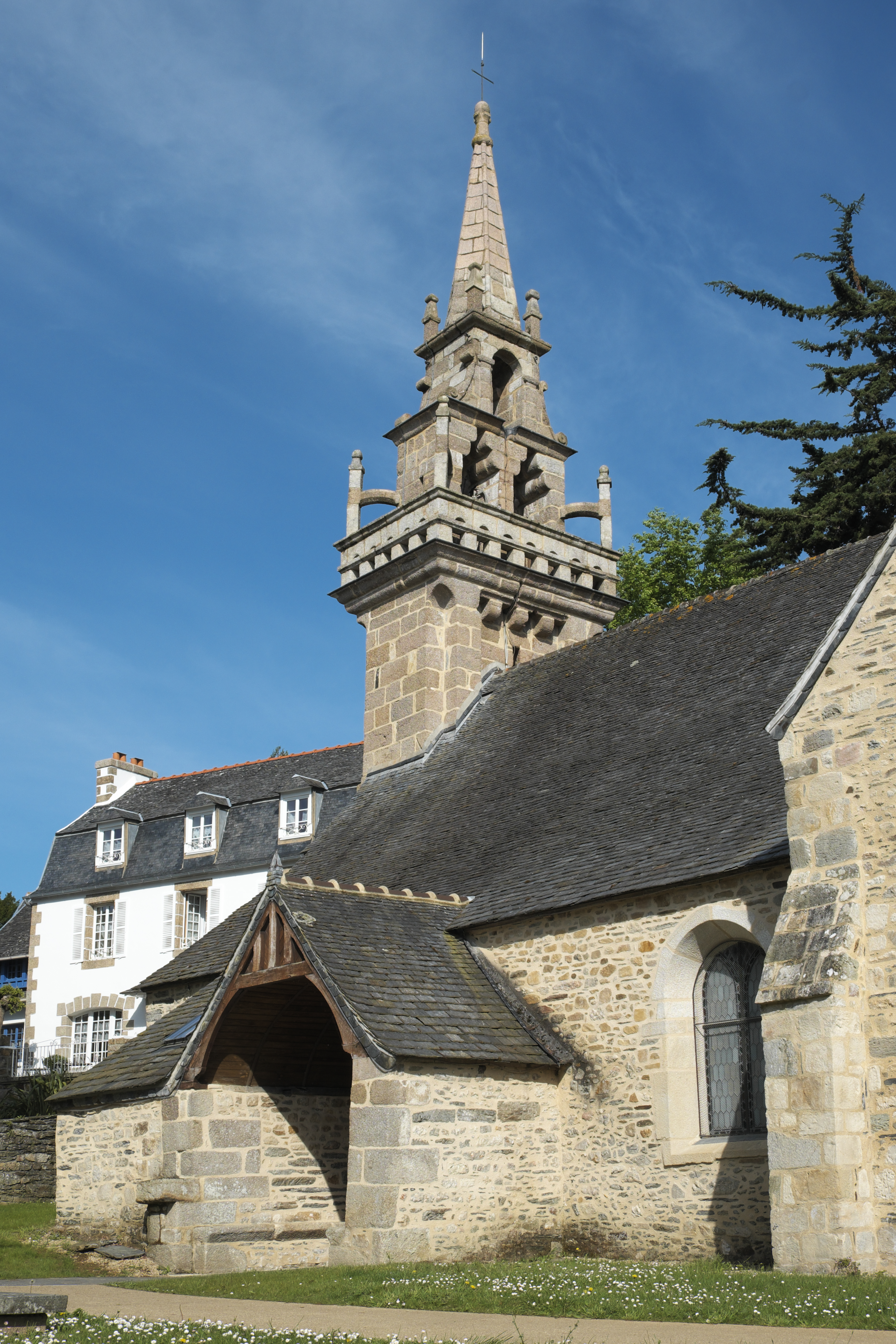
Pfarrkirche Saint-Guénolé

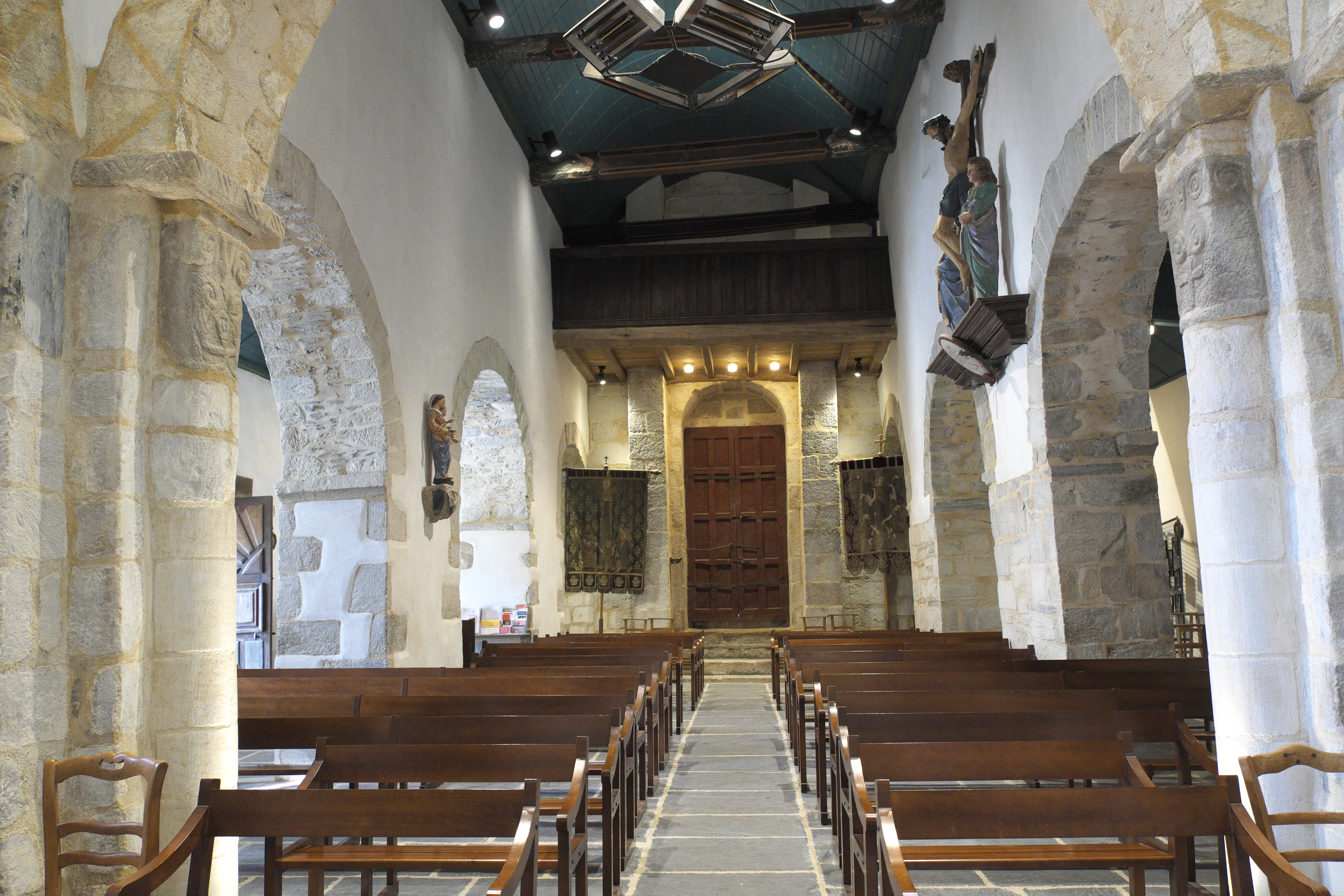
Mittelschiff

Die katholische Pfarrkirche Saint-Guénolé in Locquénolé, einer Gemeinde im Département Finistère in der französischen Region Bretagne, geht auf einen romanischen Kirchenbau aus dem 11. Jahrhundert zurück, der im 17. Jahrhundert teilweise erneuert und in späteren Jahrhunderten verändert wurde. Die Kirche ist dem heiligen Guengalaenus (Guénolé) gewidmet, dem legendären Gründer der Abtei von Landévennec. Im Jahr 1980 wurde die Kirche als Monument historique in die Liste der Baudenkmäler in Frankreich aufgenommen.

## Geschichte
Locquénolé gehörte ursprünglich zu einem Priorat, das nach der Legende im 5. Jahrhundert von Guengalaenus gegründet wurde und das der Benediktinerabtei von Lanmeur unterstand. Vermutlich wurde es bei den Normanneneinfällen im 9. und 10. Jahrhundert zerstört. Die ältesten Teile der heutigen Kirche stammen aus dem 11. Jahrhundert. Im 17. Jahrhundert wurde ein neuer, gerade geschlossener Chor und der Glockenturm errichtet. In der gleichen Zeit entstand – wie auch in anderen Pfarreien der Bretagne – ein Umfriedeter Pfarrbezirk mit Sakristei, Calvaire, Beinhaus, das später abgerissen wurde, und steinerner Umfassungsmauer. In den letzten Jahren wurde die Kirche umfassend restauriert.

## Architektur

### Außenbau
Die Westfassade wird geprägt durch den aus Granit errichteten Glockenturm mit seinen zwei offenen Glockengeschossen und ihren umlaufenden, an den Ecken mit Fialen besetzten Galerien. Auf der kurzen steinernen Turmspitze ist die Jahreszahl 1681 eingemeißelt. Den Eingang zur Kirche bildet das im 19. Jahrhundert umgestaltete Südportal mit seiner schlichten Vorhalle.

### Innenraum

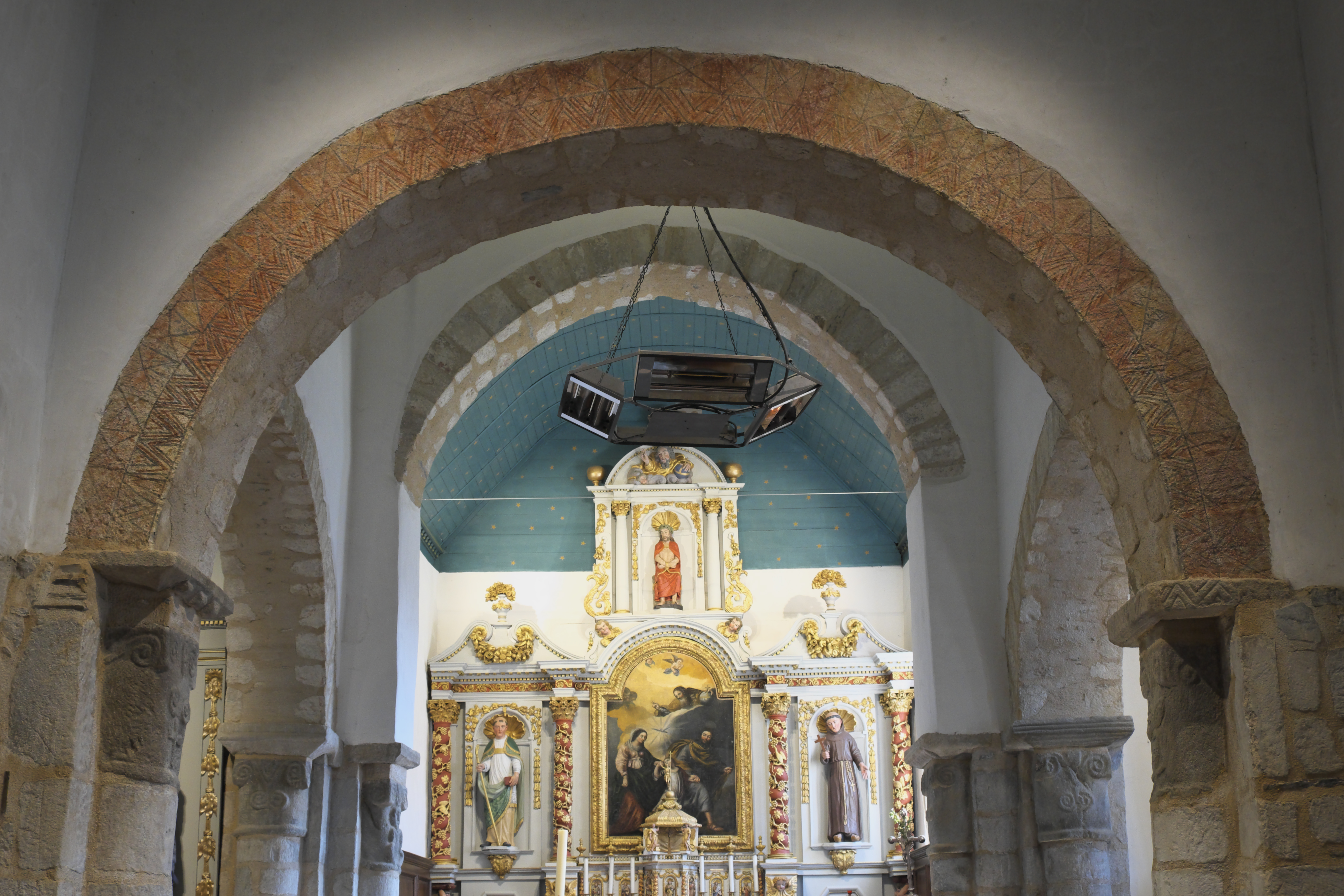
Vierungsbogen und Hauptaltar

Die Kirche ist über dem Grundriss eines lateinischen Kreuzes errichtet. Der Innenraum besteht aus einem dreischiffigen Langhaus mit drei Jochen, einem Querschiff und einem Chor mit rechteckigem Schluss. Breite Rundbogenarkaden trennen das Mittelschiff von den beiden Seitenschiffen. Sie ruhen auf massiven Pfeilern, die wie die Pfeiler der Vierung mit ihren eingestellten Säulen noch aus dem 11. Jahrhundert stammen. Diese Säulenvorlagen besitzen Kapitelle, die mit Voluten und spiralförmigen Motiven, teilweise auch stilisierten menschlichen Figuren und Gesichtern, verziert sind. Die Kämpferplatten weisen Schachbrett-, Rillen- und Zickzack-Muster auf. Die Basen der Säulen gleichen umgedrehten Kapitellen und sind mit groben Wülsten versehen. Bei der letzten Restaurierung der Kirche wurde die Bemalung am Vierungsbogen mit Zickzack-Muster und Kreuzen wieder freigelegt. Der gesamte Innenraum wird von hölzernen Decken überspannt, die mit goldenen Sternen auf blauem Grund bemalt sind. Sie werden von Balken getragen, auf deren Enden Mäuler von Ungeheuern gemalt sind.

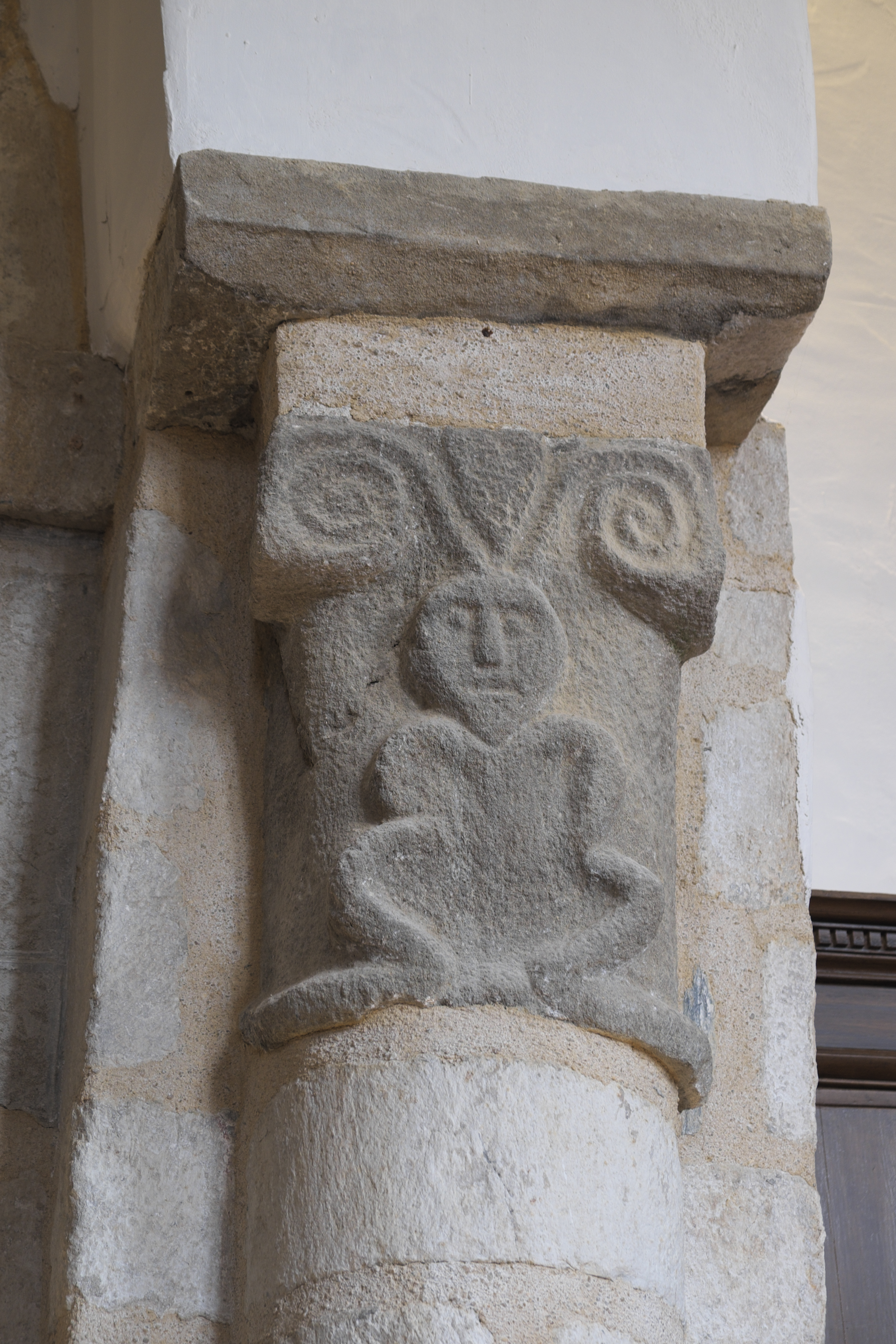
Kapitell
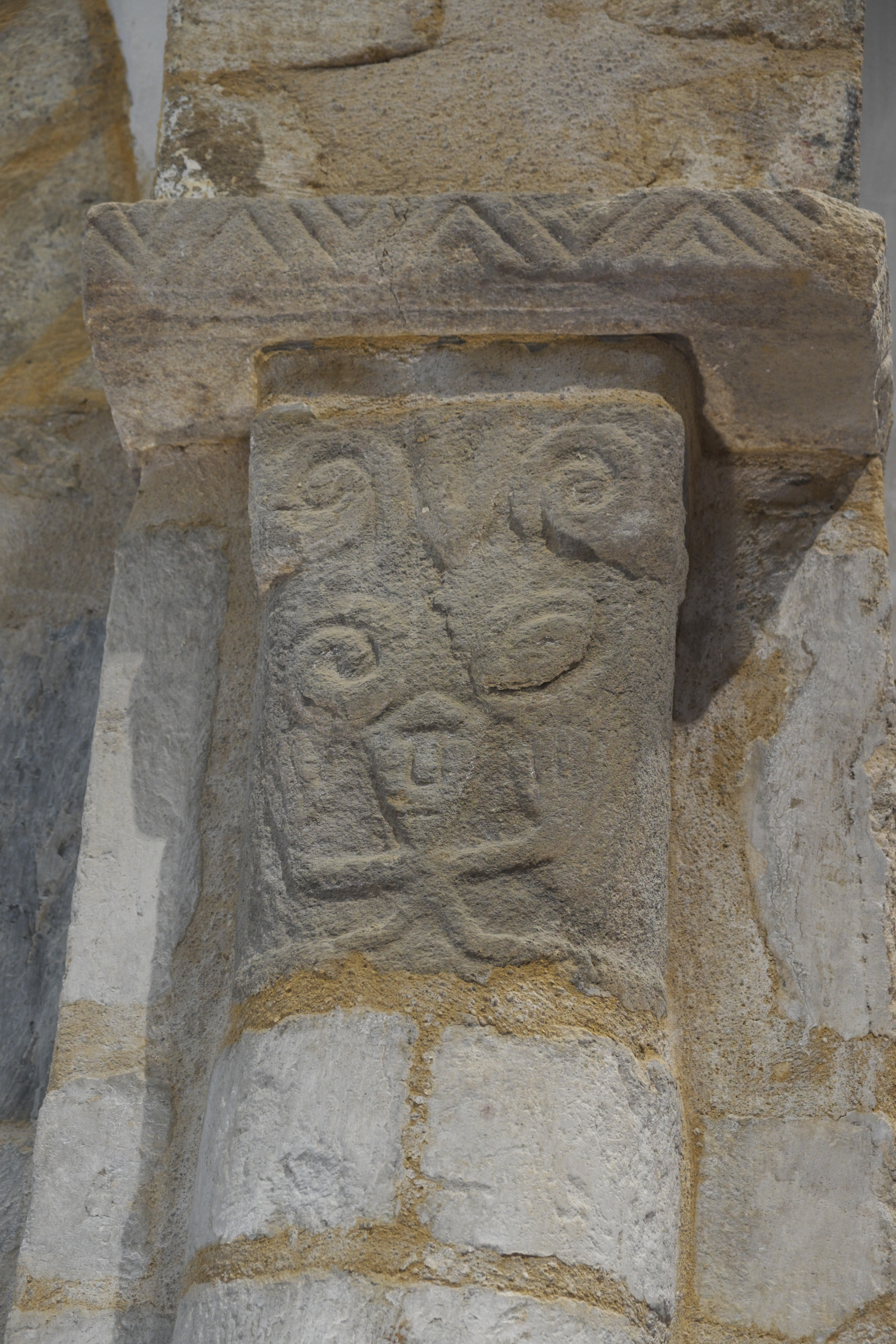
Kapitell
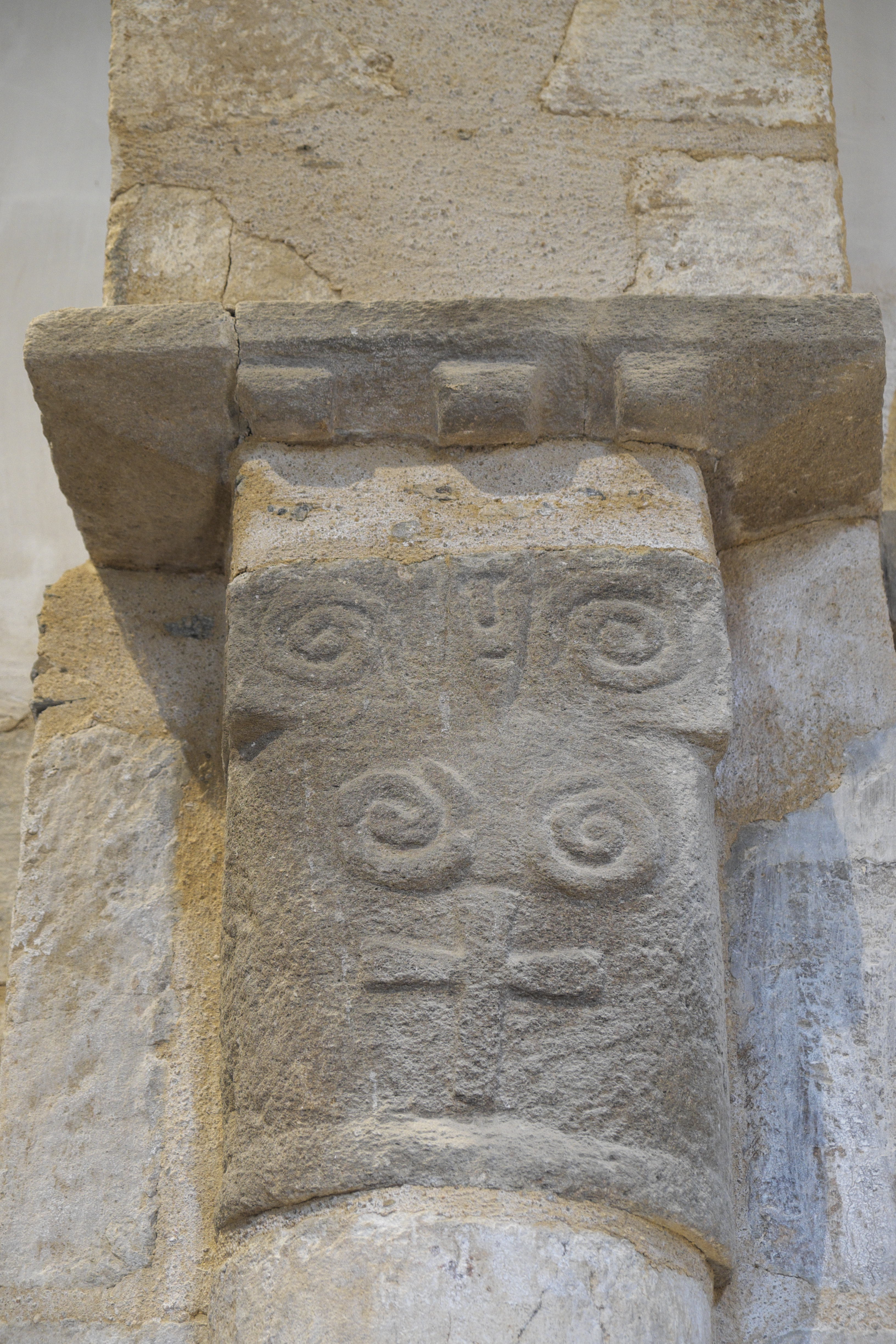
Kapitell
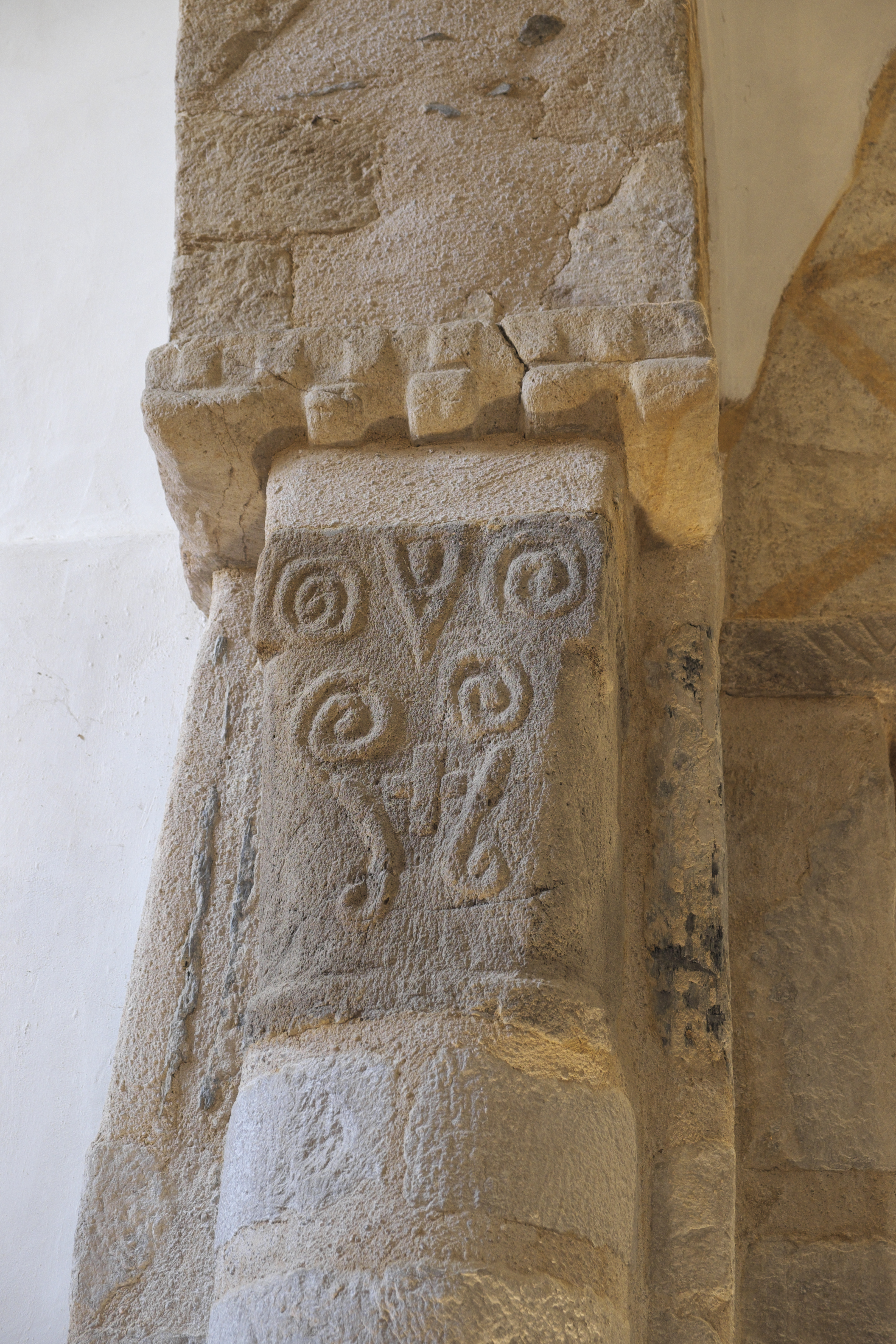
Kapitell

## Wandnischengräber
In der Kirche sind drei Wandnischengräber erhalten, zwei im Querhaus und eines im nördlichen Seitenschiff. Letzteres wurde zu einer Vitrine umgestaltet, in der der Kirchenschatz aufbewahrt wird. Neben sakralen Gegenständen wie Kelchen und einer Monstranz werden hier eine aus Holz geschnitzte Skulpturengruppe der Anna selbdritt aus dem 16. Jahrhundert, eine Büste sowie ein Armreliquiar, beide aus dem 15. Jahrhundert, versilbert und mit Reliquien des heiligen Guengalaenus, und eine Madonna mit Kind aus Eichenholz aus dem 14. Jahrhundert ausgestellt.

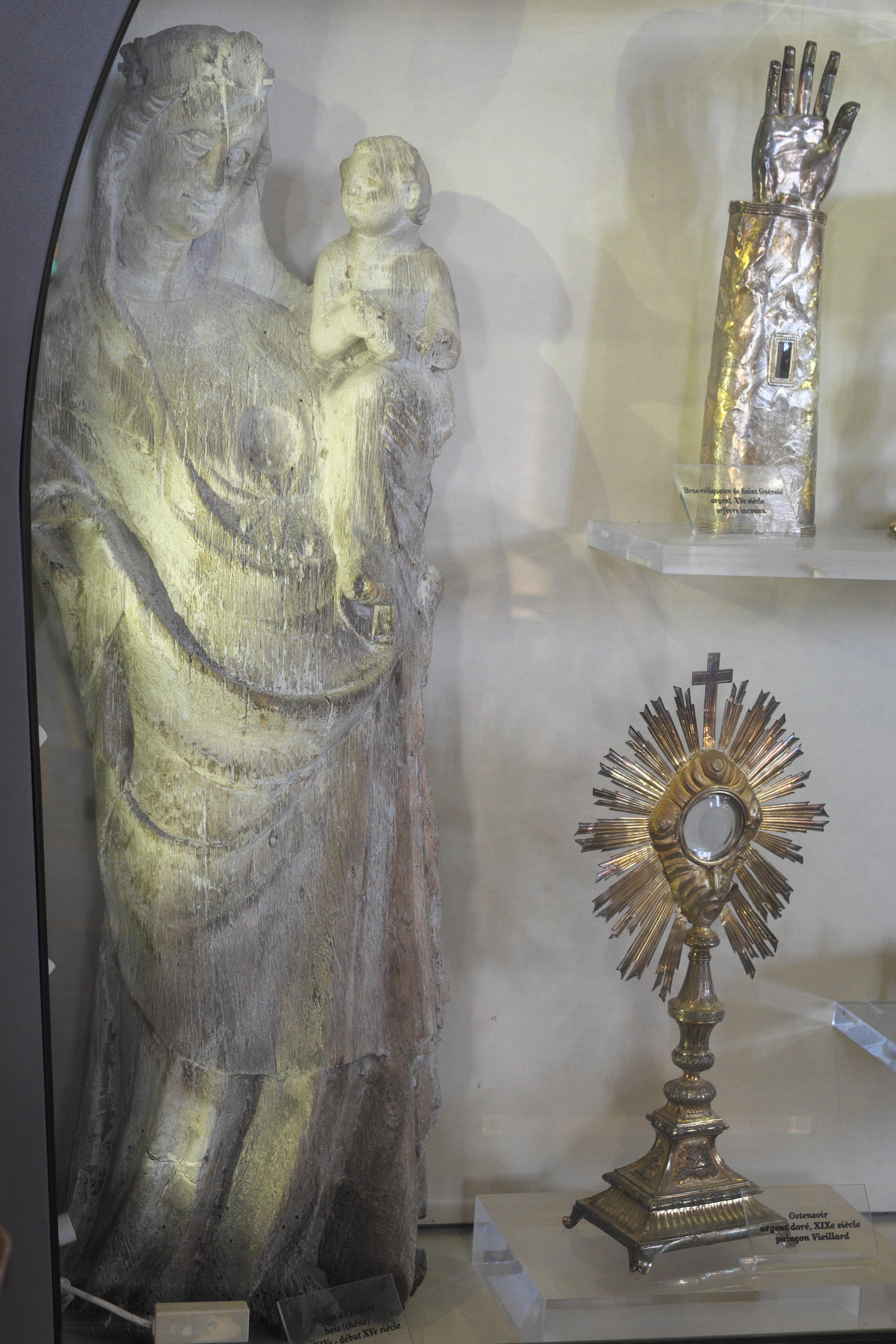
Madonna und Armreliquiar
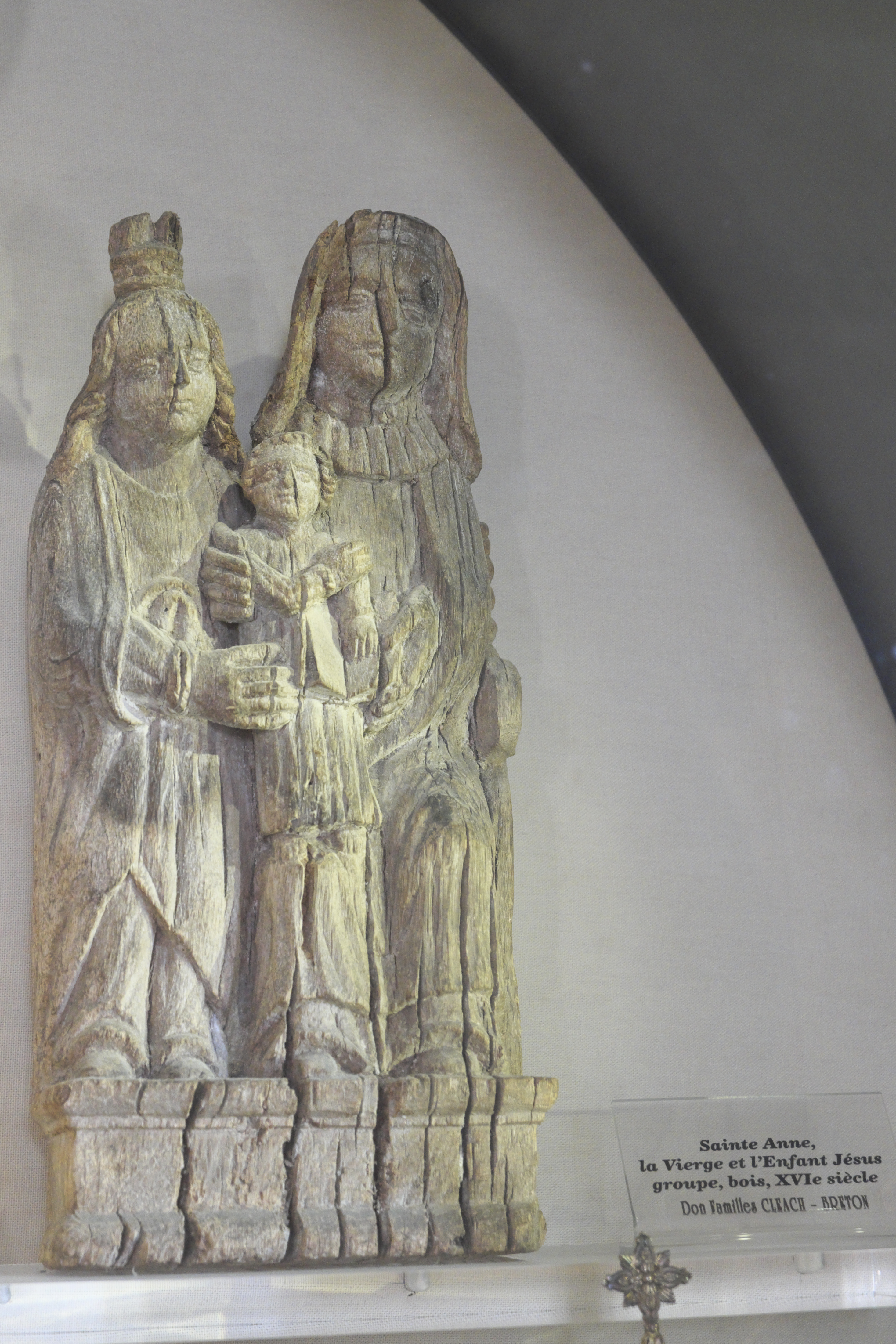
Anna selbdritt

## Ausstattung

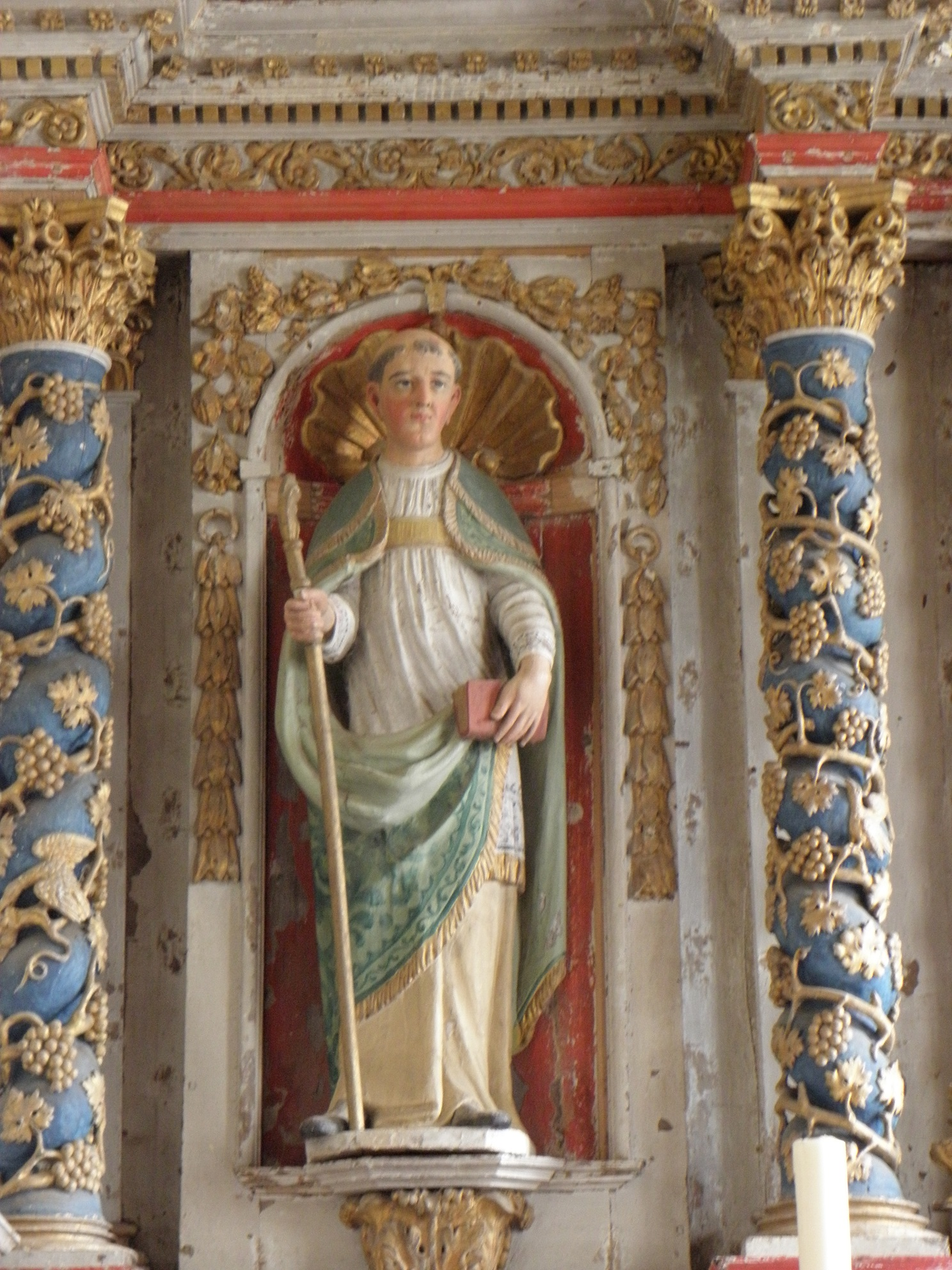
Heiliger Guengalaenus am Hauptaltar

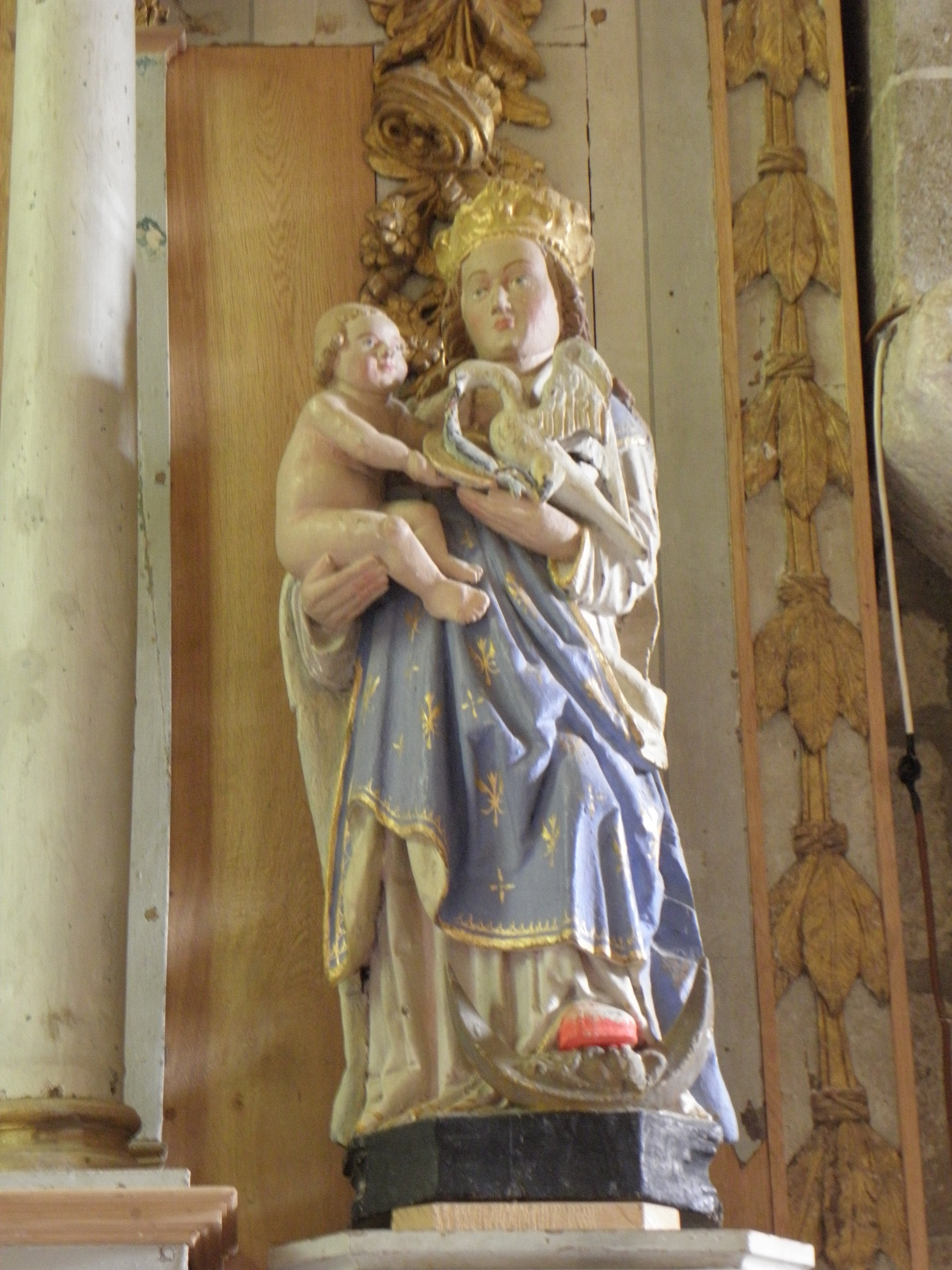
Madonna mit Kind am Rosenkranzaltar

- Der Hauptaltar stammt wie der nördliche Seitenaltar aus barocker Zeit, die Schnitzfiguren wurden im 17. Jahrhundert ausgeführt. In den beiden seitlichen Nischen sind links der heilige Guengalaenus, der Schutzpatron der Kirche, und rechts der heilige Franziskus dargestellt, im Altarauszug sieht man Christus in der Rast, darüber Gottvater. Das Altarblatt stammt aus dem 18. Jahrhundert und zeigt die Rückkehr der Heiligen Familie aus Ägypten.[7]
- Der linke Seitenaltar, der Rosenkranzaltar, weist ebenfalls Schnitzfiguren aus dem 17. Jahrhundert auf. Seitlich stehen der heilige Nikolaus und eine Madonna mit Kind, auf deren linkem Arm ein Pelikan sitzt, der einen Fisch verspeist. Oben stehen die heilige Margareta und eine Märtyrerin, in der Mitte die heilige Anna, die Maria im Lesen unterweist. Das Altarbild stammt aus dem 19. Jahrhundert und stellt die Muttergottes dar, die dem heiligen Dominikus und der heiligen Katharina von Siena den Rosenkranz überreicht.[8]
- Die holzgeschnitzte und farbig gefasste Kreuzigungsgruppe an der nördlichen Langhauswand wird ins 17. Jahrhundert datiert.[9]
- In der im 20. Jahrhundert wahrscheinlich an der Stelle des ehemaligen Beinhauses eingerichteten kleinen Taufkapelle steht der Taufstein aus dem 16. Jahrhundert. Er besteht aus zwei Granitbecken, im größeren wurde das Taufwasser aufbewahrt, über dem kleineren Becken wurde getauft. Dieses hatte einen Abfluss, der das Wasser direkt in den Boden leitete. Auch der hölzerne Deckel ist noch original erhalten.[10]
- In der Kirche werden zwei Prozessionsfahnen aus dem 17. Jahrhundert aufbewahrt. Sie sind mit Silberfäden auf Samt gestickt. Auf einer Fahne ist auf einer Seite die Himmelfahrt Mariens und auf der anderen Seite die Heilige Sippe[11] dargestellt, auf der anderen Fahne sieht man die Kreuzigungsgruppe auf einer Seite und auf der Rückseite die Heilige Familie und Gottvater[12].

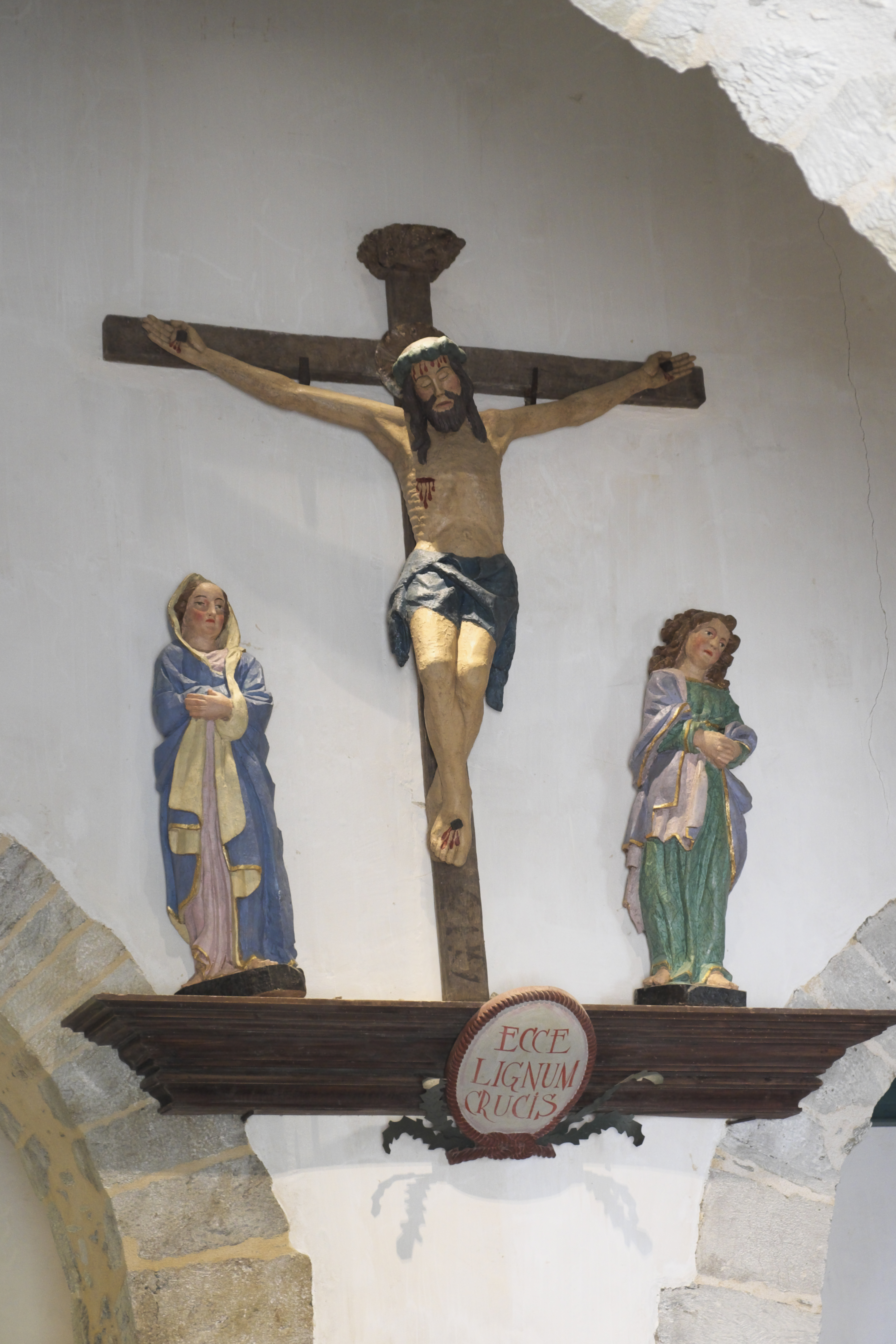
Kreuzigungsgruppe
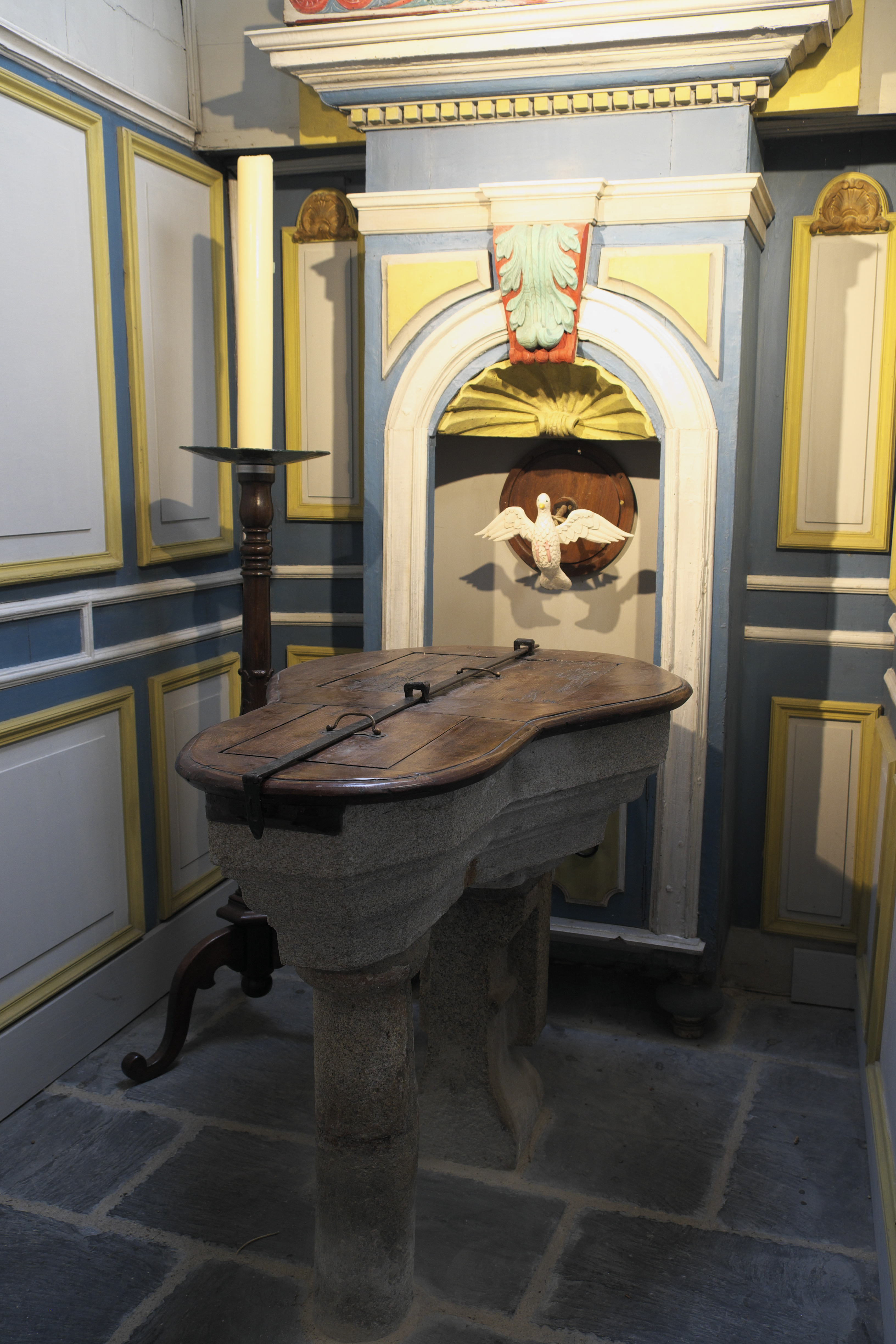
Taufbecken
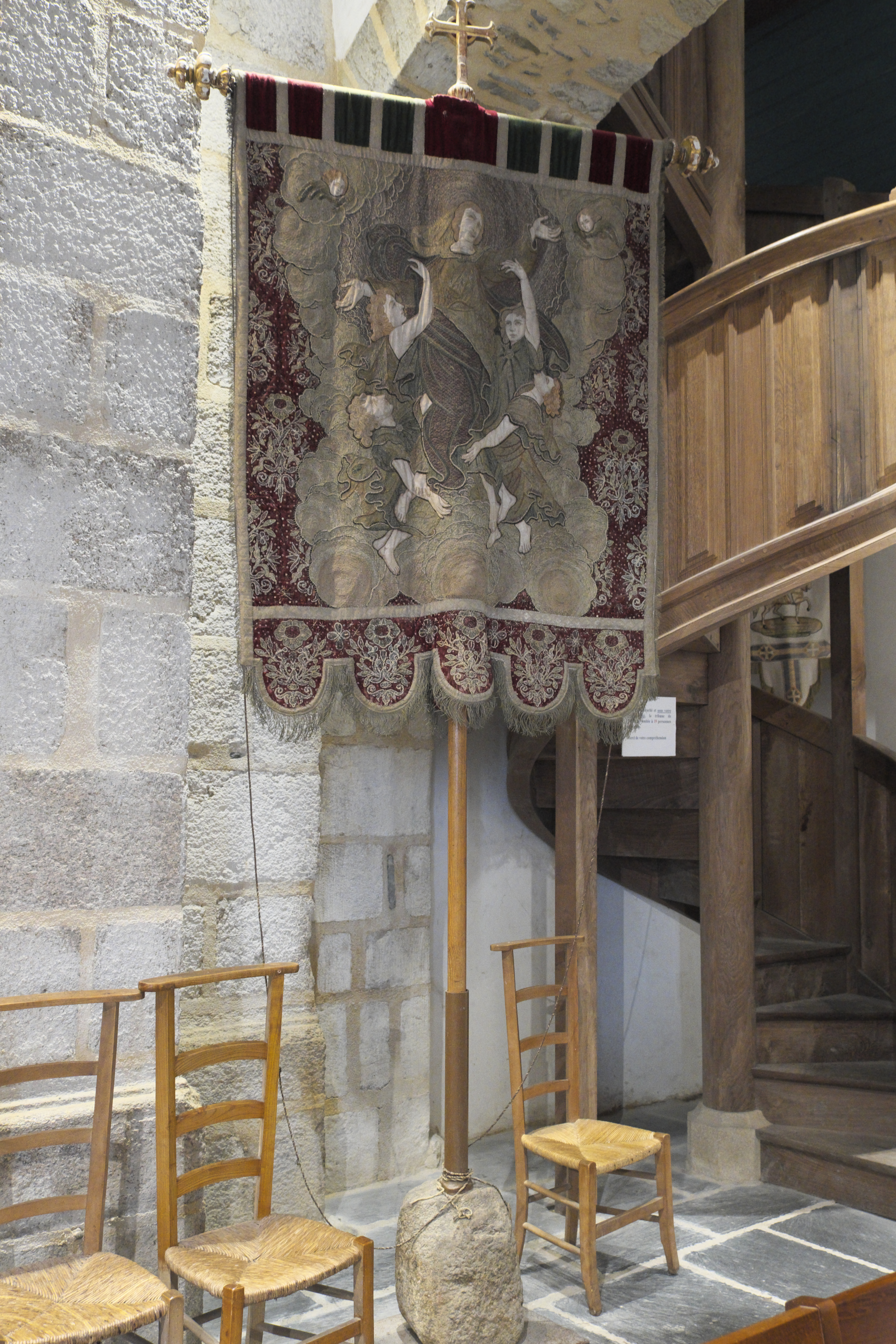
Prozessionsfahne, Mariä Himmelfahrt
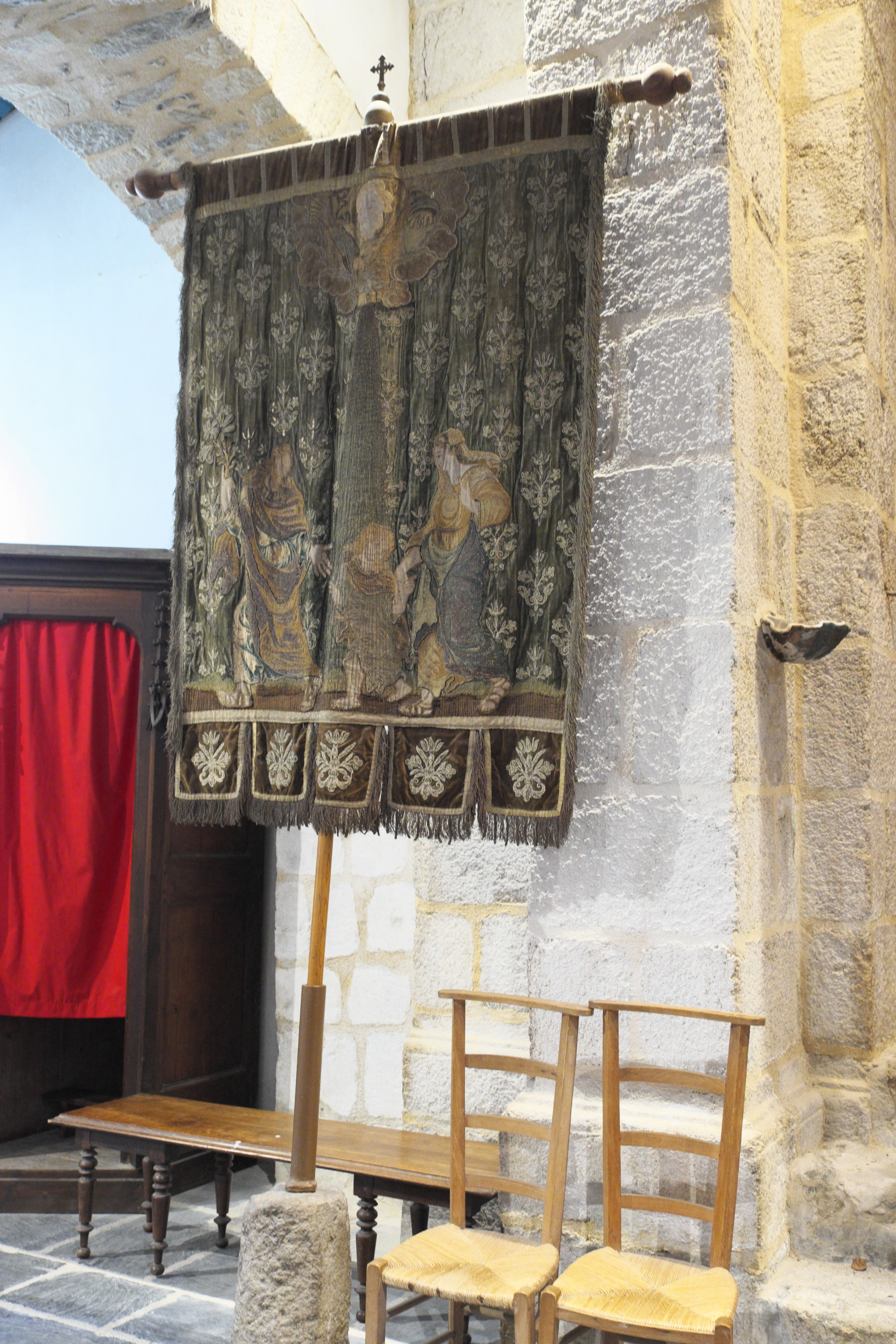
Prozessionsfahne, Heilige Familie